# Скулкілл (річка)
Скулкілл (англ. Schuylkill River) — річка на південному сході штату Пенсільванія, США. Права, одна з найбільших, притока річки Делавер. Довжина 217 км. Протікає з північного заходу на південний схід.